# ホークスベリ川鉄道橋
ホークスベリ川鉄道橋（Hawkesbury River Railway Bridge）は、オーストラリア、シドニー北郊、ブルックリンのすぐ北でホークスベリ川に架かるメイン・ノーザン鉄道線（Main Northern railway line）の鉄道橋である。シドニー・ハーバーブリッジ（完成は1932年1月19日）にその地位を譲るまでオーストラリア最長の建造物であった。この鉄道橋の開通を以て、アデレイド、メルボルン、シドニーおよびブリズベンを結ぶ鉄道網が完成した。当時の主要な工学的偉業であった。

## 本鉄道橋建設前の交通事情
1887年4月7日、メイン・ノーザン鉄道線の単線区間がホーンズビー駅とホークスベリ川との間で開通した。北へ向かう乗客と貨物はロングアイランド（ホークスベリ川に浮かぶ川中島）の東端にあったリバー・ワーフ（River Wharf）のプラットフォームで一旦降りて、2階建ての後部外輪蒸気船 ジェネラル・ゴードン号（General Gordon）に乗換え、ブロークン湾に出てブリズベン・ウォーターを北上する3時間の船旅でゴスフォード駅へ向かい、そこで再び列車に乗り換えていた。1887年8月15日に1.7キロメートルのウォイウォイ・トンネルが開通すると、船が必要になるのはホークスベリ川を渡る時とマレット入江 の奥にあるマレット・クリーク駅 へと至る区間のみとなり、旅程は顕著に短縮された。

## 第1橋

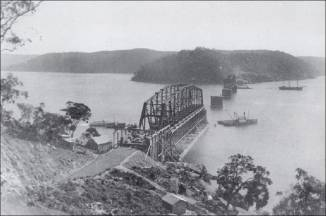
建設中の第1橋、1888年

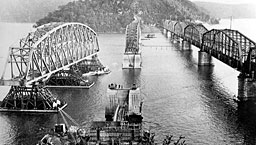
第1橋と建設中の第2橋、1945年頃

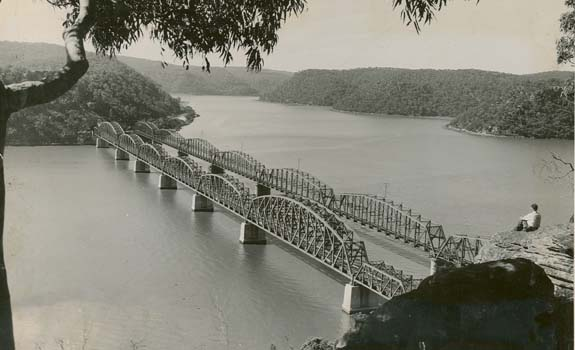
並びあった第1橋と第2橋。第1橋撤去前

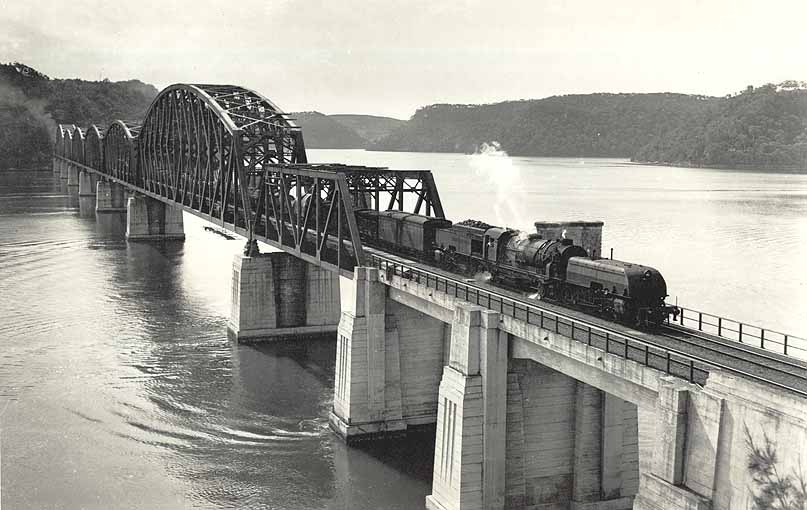
第2橋。撤去された第1橋の橋脚だけが背後に少しだけ見えている(機関車の蒸気の右奥)。写っている機関車はNSWGRのAD60形(New South Wales AD60 class locomotive)

1886年1月、ニューヨークのユニオン・ブリッジ・カンパニーがホークスベリ川鉄道橋の建設契約を落札した。しかし下請契約者 もまた実際の建設作業に携わった。橋脚は下部がコンクリート、上部が砂岩の石造で構成されていた。スパン（橋脚間を渡す構造物: 支間）はダンガーアイランド（ホークスベリ川の川中島）で組立てられ、建設現場まで約1,500メートルを艀で運ばれた。
ホークスベリ川鉄道橋はそれぞれが127メートルの鋼鉄製スパン（ボルチモアトラス）7つを持ち、全長は890メートルだった。橋脚の内5つは満潮水位下46メートルから49メートルの深さに達していると記録された。橋南側のロングアイランドにはトンネルが掘られた。橋は公式には1889年5月1日に開通した。

### 載荷試験
開通時点でホークスベリ川鉄道橋は載荷試験が行われたオーストラリア最長の構造物であった。載荷試験には2種類の異なる方法が用いられた。第1の方法はスパン中心に載荷した上で変形を光学的に測定するもので、異なる橋脚上に登った2組の観測者によって計測された。第2の方法は変形とたわみ量即ち各スパンの「曲り(set)」を正確に測定するため水準器(water gage)を用いるものだった。
載荷試験は1989年4月24日にニューサウスウェールズ州政府鉄道局（NSWGR）の技師長補佐であったヘンリー・ディーンをはじめ高官達の列席の下、実施された。朝の内、スパンの上に列車をゆっくりと前後に通過させて必要な測定を繰返し行うことで個々のスパンは別々にテストされた。このテストはスパン毎に繰り返されたが第2スパンのテスト中、光学的測定値と水準器の測定値に不一致が見つかった。原因は水準器の接続パイプからゆっくりと水が漏れていることだと判明した。使える水準器は1つしか無く、スパンからスパンへと計測を続ける内に更に悪化した。結局、水準器による計測は断念され、すべて光学的計測法で試験することになった。
午後からは2両を1組とする2組4両の機関車による速度試験が行なわれた。機関車はロングアイランド・トンネルの上に立つ旗振り（flagman）の合図によって一斉に発車し、ホークスベリ川駅からロングアイランド・トンネルを通って橋を渡り切った地点までの区間を全速力で駆抜けた。

### 諸問題の発生
橋の両端で線路は単線であったが将来の複線化を視野に入れて、橋自体は複線幅で建設されていた。このことが橋上で列車交換（対向列車の通過待ち）を行うという好ましくない運用を招いた。これは2列車分の荷重によって、構造物に定期的に最大応力が負荷されることを意味した。
第1橋は1927年に補強が必要となるまで立派に務めを果たした。1938年、橋脚の1つに深刻な亀裂が見つかり構造物全体を取替えることが必要になった。最南端の橋脚は、そこの河床に堆積物が多く、初代の橋を建設当時は基盤岩にまで基礎を到達させるのが不可能だった。このことが初代の橋が破損した原因になったのだろうと推定された。しかし、橋が破損しているからといって、当時の陸上輸送において重要なルートとなっていた初代の橋は、その使用を中止するわけにゆかなかった。しかも1939年に始まった第二次世界大戦中には、この橋における列車の交通量は1日当たり100本に及ぶに至った。やむを得ず、初代の橋にかかる負荷を軽減する方策が取られていった。具体的には、第2橋完成までは旧橋を走行する列車に速度制限を課すものとされた。制限速度は当初、時速23キロメートルだったが最終的には時速6キロメートルまで落とされ、しかも橋への負荷の強い、橋の上での列車交換を確実に阻むため軌道が1つ取り外され、複線部分が除去された。

## 第2橋
新しい橋の建設はニューサウスウェールズ州政府鉄道局により1940年7月に始まった。先述の理由から早急な建設が求められたため、早期に完成させるべく最善の努力を尽くしたにも拘わらず、戦争終結後まで橋は完成せず、開通したのは1946年7月1日だった。新橋は旧橋の西つまり上流側60メートルに建設され、3種の異なる長さを持つ8つの鋼鉄製スパン（プラットトラスとその1種であるKトラス）から成り、橋脚は水面下56メートルにまで沈められた。新たに2本のトンネルが南側のロングアイランドと北側のコグラ・ポイント のアプローチ区間に掘られた。
新橋のスパンはロングアイランド北側で旧橋に近接して建造され、正しい高さに持上げ艀上に載せてから満潮時に浮かべ外した 。新橋完成と同時に旧橋（第1橋）は撤去されたが、上部が砂岩製の橋脚だけが川の中に点々と残されている。第1橋用のロングアイランド・トンネル、リバ－・ワーフのプラットフォームおよび第2橋の建設ドックも元の場所（橋の南側たもとの上流側）に遺構として残っている。